# Pierwszy krok w chmurach (opowiadanie)
Pierwszy krok w chmurach – opowiadanie Marka Hłaski opublikowane w 1956 w zbiorze pod tym samym tytułem.
Opowiadanie jest dojrzałe warsztatowo i w pełni realizuje zamierzenia literackie Hłaski. Opisuje brutalny incydent – zdarzenie obyczajowe, które jest pretekstem do nakreślenia studium psychologicznego wyrażającego najmroczniejsze przyczyny ludzkiego obskurantyzmu i nienawiści. Trzech mężczyzn: Gienek, Maliszewski i Heniek udają się na ogrody działkowe znajdujące się w pobliżu ich ulicy, gdzie spotyka się para młodych zakochanych. Najpierw ich podglądają, a potem kpią z nich i uderzają chłopaka (Janka), który stanął w obronie dziewczyny. Sytuacja opisana jest przez autora z wyczuciem dramaturgii, a także znajomością realiów marazmu, jałowości i społecznego letargu. Zło bierze się z nudy, pustki i bezsensu życia. Heniek (sprawca pobicia) odkrywa post factum swoją własną słabość, pokrywanie ordynarnością niedostatków czułości i szczęścia, których nie doświadcza w życiu rodzinnym. Denerwuje go piękno, które jest dlań niedostępne. Refleksja nad tym przychodzi za późno, ale jednak się pojawia – być może jest to pierwszy odruch w jego monotonnym, wulgarnym i pozbawionym wartości życiu. Brutalność opisu zastosowana przez Hłaskę objawia głębokie sensy psychologiczne, moralne i refleksję nad celowością egzystencji.